# Комля

Комля — река в России, протекает в Усвятском районе Псковской области. Река вытекает из болота Чистик. Течёт на юго-запад, примерно за 3,5 км до устья поворачивает на северо-запад. Устье реки находится у деревень Кузьмино и Калошино в 457 км по правому берегу реки Ловати. Длина реки составляет 26 км.
В 15 км от устья, по правому берегу реки впадает река Ленотица.
По берегам реки стоят деревни Калошинская волость: Каревино, Стеревнево (центр волости), Мышкино, Кузьмино, Калошино.

## Данные водного реестра
По данным государственного водного реестра России относится к Балтийскому бассейновому округу, водохозяйственный участок реки — Ловать и Пола, речной подбассейн реки — Волхов. Относится к речному бассейну реки Нева (включая бассейны рек Онежского и Ладожского озера).
По данным геоинформационной системы водохозяйственного районирования территории РФ, подготовленной Федеральным агентством водных ресурсов: 
- Код водного объекта в государственном водном реестре — 01040200312102000022646
- Код по гидрологической изученности (ГИ) — 102002264
- Код бассейна — 01.04.02.003
- Номер тома по ГИ — 2
- Выпуск по ГИ — 0